# Дмитро-Дар'ївка
Дми́тро-Да́р'ївка — село Олександрівської селищної громади Краматорського району Донецької області, Україна. У селі мешкає 285 людей.
Село було охоплене репресивними діями під час Голодомору. Так, секретарі міськрайпарткомів Донецької області, керуючись отриманою  29.11.1932 р. Постановою ЦК і ЦКК КП(б)У з дозволом провести "чистку окремих осередків, що засмічені опортуністичними елементами, які знаходяться під кулацьким впливом, саботують виконання плану хлібозаготівель" взялися за її ретельне виконання - і в т.ч. у цьому селі - за надзвичайно низьке виконання хлібозаготівель провели цю чистку , .